# Campeonato de la República Checa de Ciclismo Contrarreloj
Los Campeonatos de la República Checa de Ciclismo Contrarreloj se organizan anual e ininterrumpidamente desde el año 2001 para determinar el campeón ciclista de la República Checa de cada año, en la modalidad.
El título se otorga al vencedor de una única carrera, en la modalidad de Contrarreloj individual. El vencedor obtiene el derecho a portar un maillot con los colores de la bandera checa hasta el campeonato del año siguiente, solamente cuando disputa pruebas contrarreloj.

## Palmarés

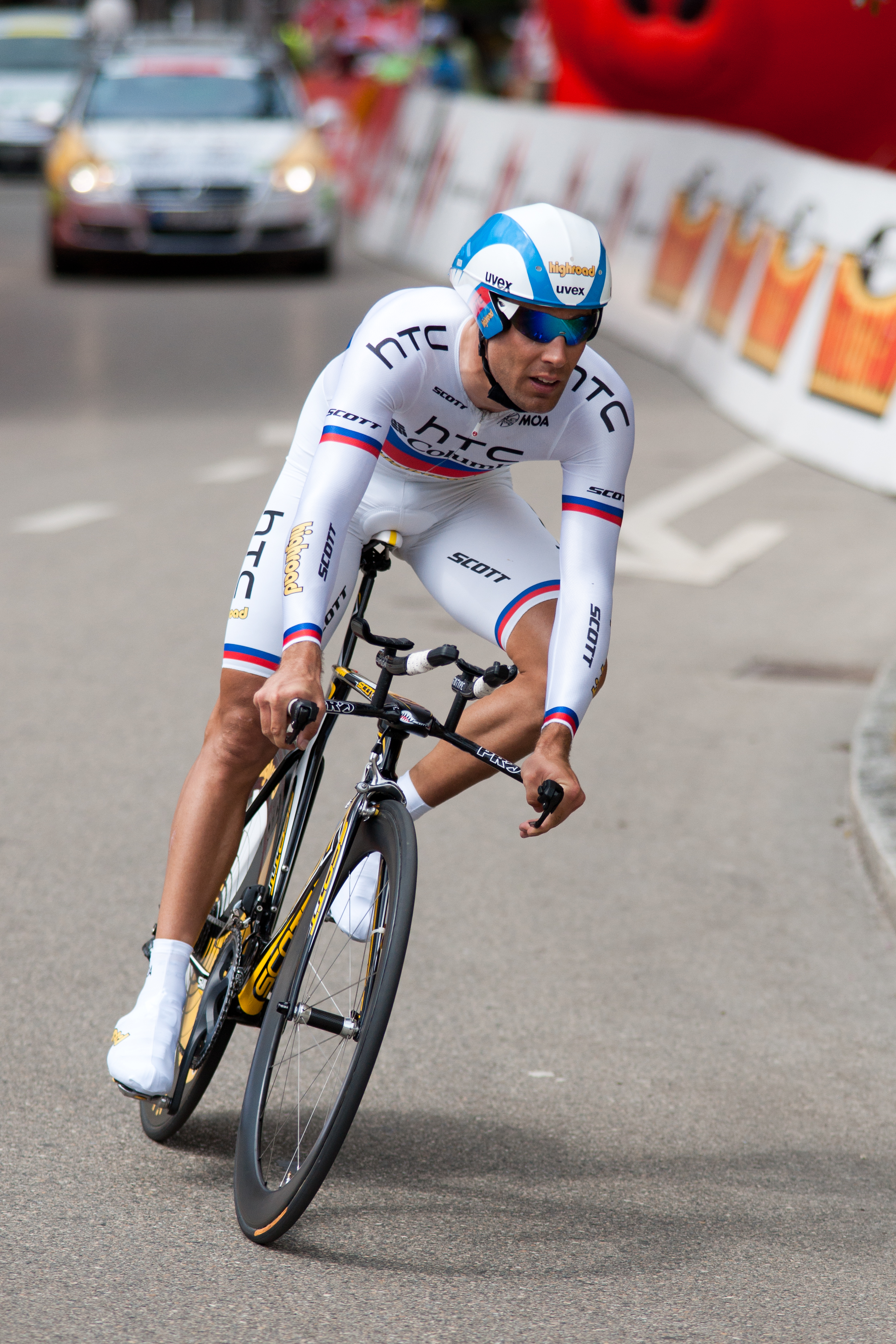
František Raboň, con maillot de campeón en 2010.

| Año  | Campeón           | Segundo           | Tercero           |
| 2001 | Ondřej Sosenka    | Michal Kalenda    | Michal Hrazdira   |
| 2002 | Ondřej Sosenka    | Michal Hrazdira   | Michal Kalenda    |
| 2003 | Michal Hrazdira   | Radek Blahut      | Ondřej Sosenka    |
| 2004 | Michal Hrazdira   | Ondřej Sosenka    | Lubor Tesař       |
| 2005 | Ondřej Sosenka    | Michal Hrazdira   | Milan Kadlec      |
| 2006 | Ondřej Sosenka    | Milan Kadlec      | František Raboň   |
| 2007 | Stanislav Kozubek | René Andrle       | Jan Faltynek      |
| 2008 | František Raboň   | Jan Hruška        | René Andrle       |
| 2009 | František Raboň   | Stanislav Kozubek | Tomas Okrouhlicky |
| 2010 | František Raboň   | Jan Bárta         | Leopold König     |
| 2011 | Jiří Hudeček      | Jan Bárta         | Tomas Okrouhlicky |
| 2012 | Jan Bárta         | Zdeněk Štybar     | František Raboň   |
| 2013 | Jan Bárta         | Vojtěch Hačecký   | Tomas Okrouhlicky |
| 2014 | Jan Bárta         | Petr Vakoč        | Zdeněk Štybar     |
| 2015 | Jan Bárta         | Leopold König     | Petr Vakoč        |
| 2016 | Leopold König     | Jan Bárta         | Petr Vakoč        |
| 2017 | Jan Bárta         | Petr Vakoč        | Josef Černý       |
| 2018 | Josef Černý       | Jan Bárta         | Michael Kukrle    |
| 2019 | Jan Bárta         | Josef Černý       | Petr Vakoč        |
| 2020 | Josef Černý       | Jan Bárta         | Adam Ťoupalík     |
| 2021 | Josef Černý       | Jan Bárta         | Adam Ťoupalík     |
| 2022 | Jan Bárta         | Michael Kukrle    | Jakub Otruba      |
| 2023 | Jakub Otruba      | Petr Kelemen      | Mathias Vacek     |
| 2024 | Mathias Vacek     | Josef Černý       | Jakub Otruba      |
| 2025 | Mathias Vacek     | Josef Černý       | Jakub Otruba      |